# North West River
North West River es un pueblo canadiense situado en la provincia de Terranova y Labrador.

## Superficie
North West River tiene una superficie de 3,55 km².

## Demografía
En 2021, tenía 560 habitantes, una densidad poblacional de 157,9 hab./km², y 284 viviendas.